# نوكيا N73

يعتبر هاتف نوكيا N73 من الأكثر تداولا واستخداما ومبيعا نظرا لإمكانياته الهائلة حيث جودة التصوير بكاميرا 3.2 ميجا بيكسيل وتتميز مكتبة الموسيقى بتحرير مفتوح لبيانات المقاطع الصوتية مع إمكانية تعريبها ... حيث مرفق مع الهاتف سماعة أذن متطورة وذكية من نوعها (media) لتمكن المستخدم من خلالها التحكم الكامل في إدارة مشغل الموسيقى وبعض الوسائط كما يشاء ... مزود الهاتف بمفتاح توجيه رباعي لسهولة اللهو في الألعاب وتصفح الإنترنت بسهولة مع متصفح مزود بعداد الإستهلاك حيث أضيف له مؤخرا برامج التلفاز وخريطة تحديد الأماكن.أطلق هذا الهاتف في أوائل 2007 أما عن وضعية إنتاجه حاليا فقد توقف إنتاجه.

## نوكيا N73 نسخة الموسيقى
هو جهاز مطور لجاهز N73 حيث أضيفت عليه خاصيه الموسيقى المطور . اضافه لتحديث شكله الخارجي.
حيث حدثت شركه نوكيا الرائده في مجال بيع الهواتف النقاله وتصنيعها، الهاتف النقال n73 باضافه اللون الأسود الكلاسيكي للهاتف، مع اضافه بعض الميزات في السوفت وير
من خلال دعم معظم صيغ الملتيمديا
مثل rm mp3 jpeg flash
مع تزويده ببرامج جديده مثل ادوبي ريدر ادوبي فلاش ليت
ومزود براديو اف ام ومكتبه موسيقي خارجيه وذاكرة خارجية 2 جيجا ومساحه داخليه 46 ميجا
ومكتبه خاصه بالفديو والصور
1. ↑  الوصول: 27 يونيو 2018. وصلة مرجع: https://www.priceza.co.id/p/harga/nokia-n73/2935791.